# I Want You (She’s So Heavy)
I Want You (She’s So Heavy) — песня The Beatles из альбома Abbey Road. Была написана Джоном Ленноном, хотя, как все песни Леннона и Маккартни, была подписана авторским дуэтом. Леннон писал о своей любви к Йоко Оно.
Во многом особенная песня The Beatles — из-за своей длины (почти 8 минут), весьма скупого текста (состоящего из названия песни и ещё 14 слов), тяжёлым повторяющимся гитарным риффам, внезапно обрывающемуся окончанию. Стала одной из последних песен, записанных Beatles вместе, как группой.

## Запись
Композиция записывалась несколько раз в течение сессии альбома Let It Be, итоговый вариант вокала Леннона был записан в Trident Studios 22 февраля 1969 г. Леннон также играл на гитаре, в том числе исполняя соло. Гитарные партии Леннона и Харрисона были записаны 18 апреля, а 20 апреля к ним добавили ударные Старра и орган Хаммонда Билли Престона. 11 августа к тексту были добавлены строчки She’s So Heavy, и в результате песня получила своё окончательное название.
Первоначальная длительность песни составляла 8:04, однако во время финальной стадии сведения гитар, ударных и белого шума Леннон решил сделать неожиданное окончание — он велел звукоинженеру обрезать трек на 7:44. В альбоме LOVE версия финального проигрыша «I Want You (She’s So Heavy)», включающего элементы «Being for the Benefit of Mr. Kite!» и «Helter Skelter», имеет восстановленное окончание.

## Список исполнителей
- Джон Леннон — вокал, соло-гитара
- Пол Маккартни — бэк-вокал, бас-гитара
- Ринго Старр — ударные, конга
- Джордж Харрисон — ритм-гитара
- Билли Престон — орган Хаммонда

## Дополнительные факты
В 2008 году The Last Shadow Puppets исполнили кавер-версию этой песни во время концерта на BBC 3.
25 октября 2008 году The Hellacopters исполнили рифф этой композиции во время прощального сета в клубе Debaser